# Alva Colquhuon
Alva Merlin Colquhoun, född 28 februari 1942 i Brisbane i Queensland, är en australisk före detta simmare.
Colquhuon blev olympisk silvermedaljör på 4 x 100 m frisim vid sommarspelen 1960 i Rom.